# Жорж де ла Незјер
Жорж де ла Незјер (фр. Georges de la Nézière; Париз, 18. јули 1878 — Арас, 9. октобар 1914) је био француски атлетичар који је учествовао на првим Олимпијским играма 1896. у Атини.
Незјер је учествовао у трци на 800 метара. У другој квалификационој групи стигао је трећи и није се квалификовао за финале. Његов резултат није познат.